# Miron Sycz
Miron Sycz, ukr. Мирон Сич, trb. Myron Sycz (ur. 3 stycznia 1960 w Ostrym Bardzie, zm. 4 kwietnia 2024 w Olsztynie) – polski polityk ukraińskiego pochodzenia, działacz Związku Ukraińców w Polsce, nauczyciel, samorządowiec, poseł na Sejm VI i VII kadencji.

## Życiorys
Był synem Ołeksandra (Aleksandra) Sycza, członka Organizacji Ukraińskich Nacjonalistów od 1938 oraz strzelca w kureniu „Mesnyky” Ukraińskiej Powstańczej Armii, skazanego w 1947 przez polski sąd na karę śmierci za działalność w UPA, złagodzoną w tym samym roku na karę 15 lat pozbawienia wolności i Marii.
Miron Sycz ukończył w 1984 studia na Wydziale Matematyki Wyższej Szkoły Pedagogicznej w Olsztynie. Odbył również ukończone w 2000 studia podyplomowe w zakresie europejskiej administracji samorządowej i rządowej w Wyższej Szkole Humanistycznej w Pułtusku.
W latach 1984–1990 był kierownikiem internatu i nauczycielem w Liceum Ogólnokształcącym w Górowie Iławeckim. Był założycielem Zespołu Szkół z Ukraińskim Językiem Nauczania w Górowie Iławeckim, w którym od 1990 do 2007 pełnił funkcję dyrektora, następnie został honorowym dyrektorem tej placówki. Był też współorganizatorem ukraińskich inicjatyw kulturalnych na Warmii i Mazurach, a także delegatem na Światowe Forum Ukraińców w Kijowie. Od 1999 przewodniczył radzie społecznej szpitala rehabilitacyjnego w Górowie Iławeckim. Działał w Związku Ukraińców w Polsce.
Był członkiem PZPR, z której wystąpił przed 1989. Po 1990 działał kolejno w Kongresie Liberalno-Demokratycznym, Unii Wolności i Partii Demokratycznej. W latach 1998–2007 zasiadał w sejmiku warmińsko-mazurskim trzech kadencji, zajmując w nim stanowisko przewodniczącego (od 1999 do 2007). W 1998 został wybrany z ramienia Unii Wolności, w 2002 uzyskał mandat z listy SLD-UP, a w 2006 z rekomendacji Platformy Obywatelskiej.
W wyborach parlamentarnych w 2001 był kandydatem UW do Sejmu. W wyborach w 2005 kandydatem PD do Senatu. W wyborach parlamentarnych w 2007 z listy PO uzyskał mandat poselski, otrzymując w okręgu elbląskim 9075 głosów. W Sejmie objął funkcję wiceprzewodniczącego Komisji Mniejszości Narodowych i Etnicznych, grup parlamentarnych polsko-ukraińskiej i polsko-rosyjskiej oraz delegacji Sejmu do Zgromadzenia Poselskiego Sejmu RP i Rady Najwyższej Ukrainy. W 2010 został przewodniczącym PO w powiecie bartoszyckim. W wyborach w 2011 z powodzeniem ubiegał się o reelekcję, dostał 8884 głosy. W VII kadencji Sejmu objął funkcję przewodniczącego Komisji Mniejszości Narodowych i Etnicznych. W 2015 nie został ponownie wybrany na posła. 2 listopada tegoż roku został powołany na wicemarszałka województwa warmińsko-mazurskiego, w związku z czym jego mandat poselski wygasł na kilka dni przed końcem VII kadencji Sejmu. W 2018 powrócił w skład sejmiku warmińsko-mazurskiego, 4 grudnia ponownie powołany na wicemarszałka w zarządzie województwa VI kadencji. W wyborach w 2019 bezskutecznie kandydował do Sejmu. Utrzymał funkcję wicemarszałka również w nowym zarządzie województwa powołanym 7 listopada 2023. Stanowisko to zajmował do czasu swojej śmierci.
Został pochowany na cmentarzu komunalnym w Olsztynie-Dywitach.

## Życie prywatne
Był żonaty z Marią Olgą, z którą miał dwoje dzieci: Natalię i Jarosława.

## Odznaczenia i wyróżnienia
- Złoty Krzyż Zasługi (2001)[19]
- Złoty Medal za Zasługi dla Straży Granicznej (pośmiertnie, 2024)[20]
- Order „Za zasługi” I stopnia (Ukraina, 2009)
- Order „Za zasługi” II stopnia (Ukraina, 2007)[21]
- Order „Za zasługi” III stopnia (Ukraina, 2001)[22]
- Tytuł honorowego obywatela miasta i gminy Górowo Iławeckie (2023)[23]
- Statuetka „Osobowość Roku Warmii i Mazur” przyznawana przez Warmińsko-Mazurski Klub Biznesu (pośmiertnie, 2024)[24]